# War Before Civilization
War Before Civilization: the Myth of the Peaceful Savage (Война до цивилизации: миф о мирном дикаре; Издательство Оксфордского университета, 1996) — книга Лоуренса Х. Кили, профессора археологии Иллинойсского университета в Чикаго, который специализируется на доисторической Европе. Книга посвящена войнам, которые доисторические общества вели на протяжении всей человеческой истории. Кили стремится переломить популярное восприятие цивилизации как отрицательной силы, пытаясь доказать, что доисторические общества были жестокими и часто участвовали в войнах.

## Сводка

Согласно книге Кили, современные западные общества не более агрессивны или подвержены войнам, чем древние племена. На гистограмме сравниваются проценты мужчин, погибших в войнах, в восьми племенных обществах (хиваро, яномама, мэй энга, дугум дани, мурнгин, хули, гебуси) с Европой и США в XX веке

Кили проводит расследование археологических доказательств доисторического насилия, в том числе убийств и массовых убийств, и войн. Он также рассматривает общества более поздних времён, в которых нет государств, и их склонность к насилию. Например, давно известно, что многие племена тропического леса Южной Америки часто участвуют в военных действиях.
Кили утверждает, что мирные общества — это исключение. Около 90-95 % известных обществ участвуют в войнах. Те, кто этого не делают, почти всегда являются либо изолированными кочевыми группами (которые могут сбежать), группами побежденных беженцев или небольшими анклавами под защитой более крупного современного государства. Уровень смертности при многочисленных столкновениях в ближнем бою, характерных для военных действий в племенном обществе, достигает 60 % по сравнению с 1 % комбатантов в современных войнах. Несмотря на бесспорную эффективность современной войны, данные показывают, что война между племенами в среднем в 20 раз более смертоносна, чем война XX века. «Если бы население обществ с государствами пострадало настолько же сильно, — пишет Николас Уэйд, — в XX веке в войнах погибло бы два миллиарда человек». В современных племенных обществах показатели смертности от войны в четыре-шесть раз превышают самые высокие показатели смертности в Германии или России XX века.
Среди тел, найденных на мезолитическом кладбище в современном Джебель-Сахабе в Судане, половина погибла в результате войны между различными этническими группами: у них на костях имеются следы наконечников стрел и копий. Находка побудила некоторых назвать её следами первого межэтнического конфликта. Племя Йеллоунайф в Канаде было практически уничтожено массовыми убийствами, совершенными индейцами тличо, и вскоре после этого исчезло из истории. Подобные убийства происходили среди эскимосов, индейцев кроу и многих других. Такие массовые убийства происходили задолго до контакта с Западом. В Арнем-Ленде в северной Австралии исследование военных действий среди австралийских аборигенов в конце XIX века показало, что в течение 20-летнего периода не менее 200 из 800 мужчин (25 % всех взрослых мужчин), были убиты в межплеменных конфликтах. В отчётах миссионеров в приграничных районах между Бразилией и Венесуэлой отмечены постоянные распри в племенах яномама за женщин или престиж, а также свидетельства непрекращающейся войны за порабощение соседних племен, таких как мака. До появления европейцев, поселенцев и правительства, в среднем более трети мужчин яномама умирали в войнах.
По словам Кили, только 13 % коренных народов Америки не участвовали в войнах со своими соседями хотя бы раз в год. Хорошо документирована и доколумбовая древняя практика использования человеческих скальпов в качестве трофеев. Ирокезы обычно медленно замучивали до смерти захваченных вражеских воинов. В некоторых регионах американского юго-запада хорошо задокументированы разрушения доисторических поселений. Например, город Санд-Каньон-Пуэбло в Колорадо, хотя и защищён оборонительной стеной, был почти полностью сожжён, предметы в жилых помещениях были преднамеренно разбиты, а тела некоторых жертв остались лежать на полу. После этой катастрофы в конце XIII века люди туда не вернулись.
В Кроу-Крик в Южной Дакоте археологи обнаружили братскую могилу с останками более 500 убитых мужчин, женщин и детей, которых скальпировали и изуродовали нападающие; это произошло за полтора столетия до прибытия Колумба, около 1325 года. Резня в Кроу-Крик, судя по всему, произошла во время перестройки городских укреплений. Все дома были сожжены, а большинство жителей были убиты. Число погибших составляло более 60 % населения деревни. По оценкам на основе из числа домов, население составляло около 800 человек. Выжили, по-видимому, в основном молодые женщины, поскольку их скелетов среди костей было мало. Их, вероятно, забрали в плен. Место некоторое время было заброшено, и тела, по-видимому, поели животные-падальщики, после чего их захоронили. Вся деревня была уничтожена однократным нападением, и люди туда так и не вернулись.
В 5 главе сравниваются первобытные воины и современные солдаты. Кили отмечает, что тактические приёмы военных зачастую были не очень хороши, и группы коренных народов во многих районах мира успешно побеждали многочисленные волны колонистов на протяжении десятилетий благодаря примитивным и необычным методам ведения войны: они использовали более мелкие мобильные подразделения, вооружённые стрелковым оружием, часто ставили засады и ходили в рейды; атаковали неожиданно; разрушали инфраструктуру противника (например, жилые дома, продовольственные магазины, убивали скот), широко использовали разведчиков. Колониальным завоеваниям способствовали принесённые европейцами болезни, уничтожившие больше коренных народов, чем любой вооружённый конфликт. Примерами могут служить поражение инков и ацтеков. Многие вышеперечисленные приёмы используются в наше время в партизанской войне.
Кили делает три вывода, которые The New York Times считает неожиданными:
- Наиболее важной частью любого общества, даже самого воинственного, являются мирные аспекты, такие как искусство.
- Ни частота, ни интенсивность войн не связаны с плотностью населения.
- Общества, часто торгующие друг с другом, ведут больше войн друг с другом.

## Критика
Рецензия в New York Times утверждает, что «самое неожиданное в этой книге — объяснение «замирению прошлого», которым занимаются учёные»: в результате Второй мировой войны люди начали терять веру в прогресс и западную цивилизацию. Политолог Элиот Коэн описал «Войну» так: «книга, одновременно ясная и научная, рисует неприглядную картину человеческой натуры, хотя Кили и не считает, что человечество обречено бесконечно пытаться само себя уничтожить. Отрезвляющая, мрачная и важная работа». Антрополог Брайан Фергюсон написал положительную рецензию, но заявил, что Кили завысил частоту войн в древнем мире; также Фергюсон утверждал, что утверждение Кили о том, с какой неохотой учёные признают существование доисторических конфликтов, необосновано.
Книга дошла до финала Los Angeles Times Book Prize за лучшую историческую книгу 1996 года.